# Zwei Tage, eine Nacht

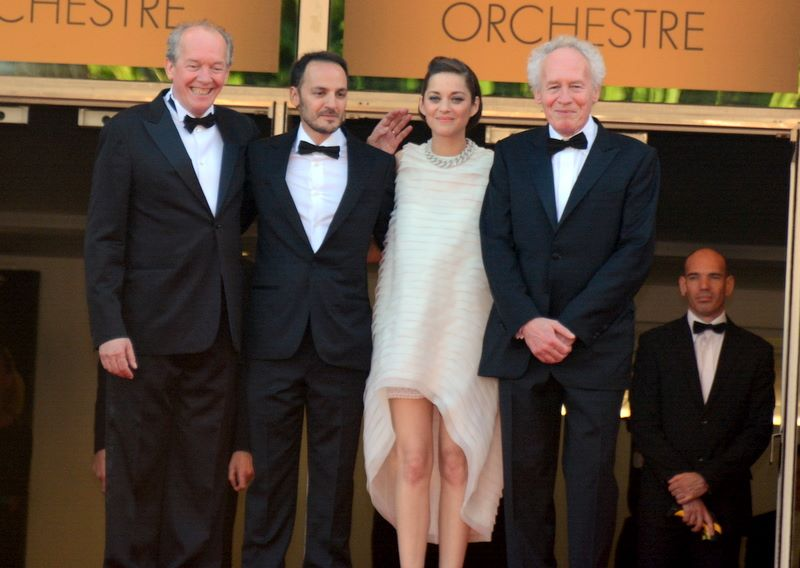
Luc Dardenne, Fabrizio Rongione, Marion Cotillard, Jean-Pierre Dardenne (von links) in Cannes 2014

Zwei Tage, eine Nacht (Originaltitel: Deux jours, une nuit) ist ein Filmdrama der belgischen Regisseure Jean-Pierre und Luc Dardenne aus dem Jahr 2014. Die Hauptrolle ist mit Marion Cotillard besetzt.

## Handlung
Die unter Depressionen leidende Arbeiterin Sandra soll von ihrer Firma für Solarmodule nach einer Abstimmung unter der Belegschaft entlassen werden. Im Gegenzug würden die Arbeiter eine Bonuszahlung erhalten. Sandra kann erreichen, dass es unter den Mitarbeitern zu einer erneuten Abstimmung kommt. In persönlichen Besuchen bei ihren Kollegen versucht Sandra diese zu überzeugen, einer solchen Abstimmung gegen sie nicht zu folgen. Die Reaktionen auf ihre versuchte Einflussnahme sind sehr unterschiedlich. Bei der erneuten Abstimmung stimmt nur die Hälfte der Belegschaft für Sandras Arbeitsplatz. Der Chef zeigt sich jedoch beeindruckt von Sandras Aktion und bietet ihr an, trotzdem zu bleiben. Überraschenderweise lehnt Sandra ab, da für ihren Arbeitsplatz ein Zeitarbeitsvertrag eines anderen Mitarbeiters nicht verlängert werden würde.

## Kritiken
„Die Kollegin wird gefeuert – und ich kassiere dafür 1000 Euro Prämie? In ‚Zwei Tage, eine Nacht‘ werden Arbeitnehmer mit den Härten des Neoliberalismus konfrontiert. Marion Cotillard brilliert als Angestellte in Existenznot.“

„Nach dem neuen Film der Dardenne-Brüder sieht man klarer, wie der Kapitalismus das Verhalten formt.“

„Mit präzisen Beobachtungen und überzeugenden Darstellern fächern die Dardennes eine breite Palette urbaner Lebensentwürfe auf. Der Film macht die unterschiedlichen Erscheinungsformen des inneren Schweinehundes sichtbar. Aber selbst diejenigen, die sich gegen Sandra entscheiden, behalten dabei ihre Würde.“

## Auszeichnungen (Auswahl)
Marion Cotillard war bei der Oscarverleihung 2015 als beste Hauptdarstellerin nominiert. Bei den British Academy Film Awards 2015, der César-Verleihung 2015 und den Satellite Awards 2014 gab es jeweils eine Nominierung als bester fremdsprachiger bzw. ausländischer Film. Insgesamt gewann der Film 37 Preise und wurde weitere 73-mal nominiert.

## Synchronisation
Die deutsche Vertonung fand bei der Christa Kistner Synchronproduktion GmbH in Potsdam statt. Michael Schlimgen schrieb das Dialogbuch, Susanna Bonasewicz führte die Dialogregie.
| Rolle        | Schauspieler          | Synchronsprecher   |
| ------------ | --------------------- | ------------------ |
| Sandra       | Marion Cotillard      | Natascha Geisler   |
| Manu         | Fabrizio Rongione     | Leonhard Mahlich   |
| Juliette     | Catherine Salée       | Katrin Zimmermann  |
| Anne         | Christelle Cornil     | Maria Jany         |
| Timur        | Timur Magomedgadzhiev | Nico Sablik        |
| Alphonse     | Serge Koto            | Sami El-Sabkhawi   |
| Herr Dumont  | Batiste Sornin        | Uve Teschner       |
| Hicham       | Hicham Slaoui         | Karlo Hackenberger |
| Hichams Frau | Hassaba Halibi        | Sanam Afrashteh    |